# Jérôme Bonnell
Jérôme Bonnell (* 14. prosince 1977, Paříž) je francouzský režisér a scenárista.

## Život
Studoval na Université de Paris VIII. Svůj první krátký film Fidèle natočil roku 1999. Začala tak jeho dlouhodobá spolupráce s herečkou Nathalie Boutefeu.

## Filmografie

### Celovečerní filmy
- 2002: Le Chignon d'Olga
- 2005: Les Yeux clairs
- 2007: J'attends quelqu'un

### Krátké filmy
- Nous nous plûmes
- 1999: Fidèle
- 2000: Liste rouge a Pour une fois